# Сухі Яли (притока Мокрих Ялів)
Суха Яла, Балка Сухі Яли — річка в Україні, у Розівському й Великоновосілківському районах Запорізької й Донецької областей. Ліва притока Мокрих Ялів (басейн Дніпра).

## Опис
Довжина річки 31 км, похил річки — 1,8 м/км. Площа басейну 229 км².

## Розташування
Бере початок у селі Кузнецівки. Спочатку тече на північний захід через Новомлинівку, Новодворівку, потім тече на північний схід і у селі Нова Каракуба [ колишнє Красна Поляна (Гончариха)] впадає у річку Мокрі Яли, ліву притоку Вовчої.
Річку перетинає автошлях Н08